# 沙城城址
沙城城址，位于中国甘肃省永昌县，为一个省级文物保护单位，类型为古遗址。
沙城城址的历史年代为晋代。